# 요한 군나르 안데르손
요한 군나르 안데르손(스웨덴어: Johan Gunnar Andersson, 1874년 7월 3일 ~ 1960년 10월 29일)은 스웨덴의 고고학자, 지질학자로, 1920년대에 중국의 고고학의 시작에 깊이 관여하였다. 중국 이름은 안터성(중국어 정체자: 安特生, 병음: Ān Tèshēng, 한자음: 안태생)이다.
웁살라 대학교에서 수학 후 북극을 조사하였고, 이후 스웨덴 국립 지질조사단의 단장이 되었다. 1901년 ~ 1903년에는 스웨덴의 남극 탐험에 참여하였다.
1914년에는 광업에 대한 조언을 위해 중국 정부로부터 초빙되었다. 그는 담당 과장이었던 딩원장(丁文江)이 조직하고 이끌었던 중국의 중앙 지질조사소에 협력하였다. 이 시기에 중국 1세대 지질학자들의 양성을 도왔고, 철광석과 다른 광물들을 많이 찾아내었으며, 여러 지질학적, 고고학적 발견을 하였다.